# Gudźarat
Gudźarat (hindi गुजरात, trb.: Gudżarat, trl.: Gujarāt; gudżarati ગુજરાત; ang. Gujarat) – drugi po stanie Maharasztra najbardziej uprzemysłowiony stan w Indiach. Leży w północno-zachodniej części kraju. Jego stolicą jest Gandhinagar, zaś największym miastem – Ahmadabad.
W 2011 był to 10. stan Indii pod względem liczby ludności; utrzymał pozycję względem 2001. Językiem urzędowym stanu jest język gudźarati. Większość mieszkańców to hinduiści, inne ważne religie to: buddyzm, islam, dżinizm, zaratusztrianizm i chrześcijaństwo. Na początku XXI w. doszło konfliktów o podłożu religijnym, w których zginęło około 2000 osób (głównie muzułmanów).
Z Gudźaratu pochodziło dwóch spośród przywódców ruchu niepodległościowego Indii: Mahatma Gandhi i Vallabhbhai Jhaverbhai Patel.

## Podział administracyjny
Stan Gudżarat dzieli się na następujące dystrykty:
| 1. Ahmadabad 2. Amreli 3. Anand 4. Banaskantha 5. Bhavnagar 6. Bharuch 7. Dahod 8. Dangs 9. Gandhinagar 10. Jamnagar 11. Junagadh 12. Kaććh 13. Kheda | 1. Mahesana 2. Narbada 3. Navsari 4. Panch Mahal 5. Patan 6. Porbandar 7. Rajkot 8. Sabarkantha 9. Surat 10. Surendernagar 11. Vadodara 12. Valsad |

## Turystyka
Miejsca o znaczeniu turystycznym:
- Palitana;
- Dwarka;
- Kaććh;
- Dżamnagar;
- Dźunagadh;
- Rajkot.

W rezerwacie w Gudżaracie żyją ostatnie okazy lwa azjatyckiego, a w rezerwacie na solnisku Mały Rann rosnąca populacja kułana indyjskiego.